# 코코로 (가수)
코코로(본명: 카토 코코로, 일본어: 加藤 心, 2000년 11월 1일 ~ )는 일본의 걸 그룹 ME:I의 멤버이다. 연예사무소 LAPONE 엔터테인먼트 소속. 전 대한민국 걸 그룹 체리블렛의 보컬로 활동했다.

## 주요 이력
2011년 초등학교 4학년때 뮤지컬 애니의 테시 역으로 출연한 경력이 있다. 2016년 에이백스 아카데미 유닛 그룹 '나인'에서 활동하다가 11월에 그만 두고 한국으로 건너와 FNC 엔터테인먼트 연습생으로 영입되었다.
2019년 1월 21일 FNC 엔터테인먼트의 신규 걸그룹 체리블렛의 데뷔 멤버가 되었으며, 2019년 12월 FNC 엔터테인먼트와 계약을 해지하고 그룹에서 탈퇴하였다.

## 출연작

### 예능
| 년도 | 방송사      | 제목       | 역할   | 참고                   |
| ---- | ----------- | ---------- | ------ | ---------------------- |
| 2019 | MBC에브리원 | 대한외국인 | 패널   | 2019년 1월 30일 - 16회 |
| 2019 | JTBC        | 아이돌룸   | 게스트 | 2019년 4월 16일 - 46회 |